# NGC 1838
NGC 1838 (другое обозначение — ESO 56-SC64) — рассеянное скопление в созвездии Золотой Рыбы, расположенное в Большом Магеллановом Облаке.
Этот объект входит в число перечисленных в оригинальной редакции «Нового общего каталога».
Является довольно бедным и разреженным скоплением. Возможно, на объект проецируется несколько звёзд Млечного Пути, не принадлежащих NGC 1838. У западного края скопления находится звезда 7-й величины, которую заметил Джон Гершель. На юго-западном краю скопления находится гораздо более тусклое и маленькое скопление SL 225.